# Cetoconcha alephtinae
Cetoconcha alephtinae is een tweekleppigensoort uit de familie van de Cetoconchidae. De wetenschappelijke naam van de soort is voor het eerst geldig gepubliceerd in 1991 door Krylova.